# Julian Gumperz
Julian Gumperz (New York, 12 maggio 1898 – Gaylordsville, febbraio 1972) è stato un sociologo tedesco. Fu inoltre un attivista comunista, un pubblicitario ed un traduttore. Fu consorte di Hede Massing prima che questa si unisse a Paul Massing. Fu assistente presso l'Istituto per le ricerche sociali (Institut für Sozialforschung) di Francoforte sul Meno in Germania, uno dei meno noti sostenitori comunisti della Scuola di Francoforte. Il suo lavoro si è concentrato anche sull'economia.